# Súni Olsen
Súni Olsen (* 7. März 1981 in Tórshavn) ist ein ehemaliger färöischer Fußballspieler, der auch für die Nationalmannschaft aktiv war. Er ist einer der wenigen Fußballer von den Färöern, die im Profifußball gespielt haben.

## Karriere

### Verein
Olsen begann seine Karriere beim färöischen Klub GÍ Gøta und debütierte für die zweite Mannschaft in der dritten Liga am 15. Spieltag der Saison 1997 beim 10:0-Heimsieg gegen B71 Sandur II. Er erzielte mit dem 8:0 sogleich sein erstes Tor, am Ende der Saison stieg die Mannschaft als Erstplatzierter auf. Am letzten Spieltag kam er erstmals für die erste Mannschaft in der höchsten Spielklasse zum Einsatz, beim 2:2 im Heimspiel gegen FS Vágar wurde Olsen in der 78. Minute für Erland Tvørfoss eingewechselt. In der darauffolgenden Saison zählte er bereits zu den Stammspielern, am neunten Spieltag erzielte er mit dem Tor zum 3:0-Endstand im Heimspiel gegen TB Tvøroyri seinen ersten Treffer in der ersten Liga. Nachdem er im Jahr 2000 in der abgelaufenen Saison 13 Tore erzielen konnte, wurde er vom niederländischen Zweitligisten FC Zwolle verpflichtet, die in der Saison 2001/02 als Erstplatzierter den Aufstieg erreichten. 2002 wechselte er jedoch wieder zurück zu Gøta, mit denen er 2003 und 2005 im Pokalfinale stand. Nach einem 1:3 nach Verlängerung gegen B36 Tórshavn im Jahr 2003 war er 2005 durch ein 4:1 gegen ÍF Fuglafjørður siegreich. 2004 wurde er zudem zum Spieler des Jahres gewählt. In drei Jahren Spielzeit konnte Olsen 26 Tore erzielen. Mit seiner als Mittelfeldspieler guten Torquote machte er wieder auf sich aufmerksam, so wurde er 2005 vom renommierten dänischen Erstligisten Aalborg BK verpflichtet. Am fünften Spieltag der Saison 2005/06 wurde er beim 2:0-Sieg gegen Esbjerg fB für Rasmus Würtz eingewechselt und kam somit zu seinem Debüt. Am 27. Spieltag der Saison 2006/07 erzielte Olsen beim 2:0-Sieg gegen Vejle BK sein einziges Tor, mit seiner Mannschaft erreichte er in dieser Saison den dritten Platz. Anfang 2008 wechselte er zum Ligakonkurrenten Viborg FF und bestritt sieben Ligaspiele, nach dem Saisonende stand der Abstieg zu Buche. Daraufhin kehrte er wieder in seine Heimat zu B36 Tórshavn zurück. Im nächsten Jahr spielte er für Víkingur Gøta und gewann das Pokalendspiel mit 3:2 gegen EB/Streymur. Das Spiel um den Supercup gegen Meister HB Tórshavn wurde allerdings mit 1:2 verloren. 2011 spielte Olsen wieder für B36 und gewann seine erste Meisterschaft. Zum Team zählten unter anderem Jákup á Borg und Atli Danielsen. Das Spiel um den Supercup wurde diesmal mit 1:2 gegen Pokalsieger EB/Streymur verloren. Nachdem er 2014 wieder zu Víkingur Gøta wechselte, gewann er den Landespokal durch ein 1:0 im Finale gegen HB Tórshavn. Der Erfolg konnte 2015 durch ein 3:0 im Finale gegen NSÍ Runavík wiederholt werden. Ebenso gewann er Anfang des Jahres den Supercup im Elfmeterschießen gegen den Meister B36 Tórshavn. Nach seinem Wechsel zu KÍ Klaksvík gewann er 2016 im Elfmeterschießen das Pokalfinale gegen seinen alten Verein Víkingur Gøta, Olsen verwandelte hierbei den entscheidenden Strafstoß. Ein Jahr später absolvierte Olsen noch ein Spiel für die zweite Mannschaft von B68 Toftir in der dritten Liga, danach beendete er seine Karriere.

### Nationalmannschaft
Olsen gab sein Debüt für die färöische Nationalmannschaft gemeinsam mit Andrew av Fløtum und Christian Høgni Jacobsen am 31. Januar 2001 im Rahmen der Nordischen Meisterschaft gegen Schweden. Das Spiel in Växjö, bei dem Olsen in der 58. Minute eingewechselt wurde, endete 0:0. Beim Qualifikationsspiel zur EM 2004 gegen Litauen in Toftir erzielte er bei der 1:3-Niederlage mit dem zwischenzeitlichen Ausgleich sein erstes von drei Toren. Am 15. Oktober 2013 bestritt er im Qualifikationsspiel zur WM 2014 sein 53. und letztes Spiel für die Nationalmannschaft gegen Österreich, es wurde in Tórshavn mit 0:3 verloren, wobei Olsen in der 82. Minute gegen Jóan Símun Edmundsson ausgewechselt wurde.

### Erfolge
- 1× Färöischer Meister: 2011
- 5× Färöischer Pokalsieger: 2005, 2009, 2014, 2015, 2016
- 1× Färöischer Supercup-Sieger: 2015
- 1× Spieler des Jahres: 2004[1]